# Ermias Girma
Ermias Girma (* 20. Januar 2005 in Ezha, Region der südlichen Nationen, Nationalitäten und Völker) ist ein äthiopischer Leichtathlet, der sich auf den Mittelstreckenlauf spezialisiert hat.

## Sportliche Laufbahn
Erste Erfahrungen bei internationalen Meisterschaften sammelte Ermias Girma im Jahr 2021, als er bei den U20-Weltmeisterschaften in Nairobi in der ersten Runde im 800-Meter-Lauf disqualifiziert wurde. Im Jahr darauf startete er über diese Distanz bei den Weltmeisterschaften in Eugene und kam dort mit 1:49,36 min nicht über die Vorrunde hinaus. Anschließend siegte er in 1:47,36 min bei den U20-Weltmeisterschaften in Cali und sicherte sich dort in 3:37,24 min die Silbermedaille im 1500-Meter-Lauf. 2024 gewann er bei den Afrikaspielen in Accra in 3:39,40 min die Silbermedaille über 1500 Meter hinter dem Kenianer Brian Komen. Im August schied er dann bei den Olympischen Sommerspielen in Paris mit 3:40,27 min im Halbfinale aus.
2021 wurde Girma äthiopischer Meister im 800-Meter-Lauf.

## Persönliche Bestzeiten
- 800 Meter: 1:44,36 min, 22. Mai 2022 in Lokeren
- 1500 Meter: 3:34,73 min, 18. Juni 2024 in Turku
  - 1500 Meter (Halle): 3:39,77 min, 4. Februar 2023 in Gent
  - 3000 Meter (Halle): 7:41,94 min, 23. Februar 2024 in Madrid